# ميغان فيرغسون
ميغان فيرغسون (بالإنجليزية: Megan Ferguson)‏ هي ممثلة أمريكية، ولدت في 1983.

## أعمال

### أفلام
- (2016) أصول الرعاية

## وصلات خارجية
- ميغان فيرغسون على موقع IMDb (الإنجليزية)
- ميغان فيرغسون على موقع قاعدة بيانات الفيلم (الإنجليزية)